# Werner Lorenz

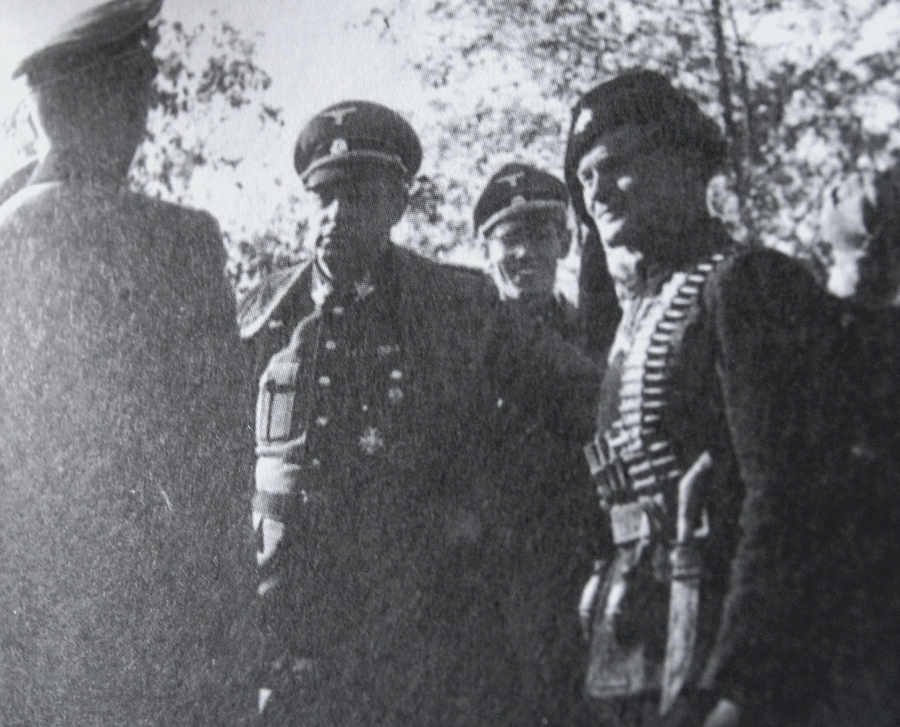
SS-Obergruppenführer Werner Lorenz med en četnisk officer i Bosnien 1942.

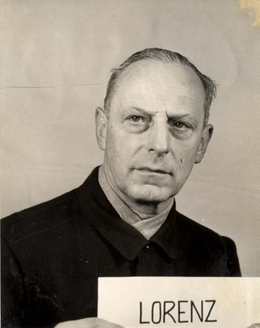
Werner Lorenz i allierad fångenskap.

Werner Lorenz, född 2 oktober 1891 i Grünhof i närheten av Stolp, Pommern, död 13 mars 1974 i Hamburg, Västtyskland, var en tysk SS-Obergruppenführer. Han var från 1937 till 1945 chef för organisationen Hauptamt Volksdeutsche Mittelstelle (VoMi), som tillvaratog folktyskarnas intressen. Efter andra världskrigets slut ställdes Lorenz inför rätta vid RuSHA-rättegången (1947–1948) och dömdes till 20 års fängelse.

## Biografi
Lorenz var son till en godsägare i Pommern. År 1909 skrevs Lorenz in på försvarshögskolan. Under första världskriget tjänstgjorde han som kavalleriofficer och därefter som pilot i Tyska kejsarrikets flygtrupper. Mot krigets slut tilldelades Lorenz Järnkorset av första klassen. Efter kriget var han bland annat gränsvakt och lantbrukare.
Werner Lorenz inträdde i NSDAP 1929 och i SS två år senare. En kort tid var han ledamot av Fristaten Preussens lantdag, innan den avskaffades av Adolf Hitler vid Machtübernahme den 30 januari 1933. I december samma år utsågs Lorenz till ledamot av den tyska riksdagen, en post han skulle inneha fram till maj 1945. I november 1933 befordrades Lorenz till SS-Gruppenführer och tilldelades befälet för SS-Oberabschnitt Nordost med högkvarter i Königsberg. Från 1934 till 1937 förde han befäl över SS-Oberabschnitt Nord med högkvarter i Hamburg. SS-Oberabschnitt var ett administrativt distrikt inom Nazityskland och betecknade den högsta geografiska befälsnivån inom Allgemeine-SS. År 1942 existerade det 27 SS-Oberabschnitte. Befälhavaren var oftast Gruppenführer eller Obergruppenführer.
År 1937 utnämndes Lorenz till chef för Volksdeutsche Mittelstelle (VoMi), senare benämnt Hauptamt Volksdeutsche Mittelstelle, vars huvudsakliga syfte var att ta till vara folktyskarnas intressen. VoMi samarbetade med Centralbyrån för ras och bosättning (RuSHA) som administrerade germaniseringen av de av Nazityskland erövrade territorierna. 

### Andra världskriget
Efter det att andra världskriget hade inletts med invasionen av Polen den 1 september 1939 blev Lorenz ansvarig för administrationen av erövrade landområden och egendom. Under de närmaste åren kom VoMi under Lorenz ledning att förvalta samtliga av Nazityskland ockuperade territorier i östra Europa. De erövrade områdena rensades etniskt, den lokala befolkningen fördrevs och landområdena förlänades åt etniska tyskar.
I juni 1941 underställdes VoMi Reichskommissariat für die Festigung deutschen Volkstums (RKFDV), "Rikskommissariatet för befästandet av den tyska folkstammen", under ledning av Reichsführer-SS Heinrich Himmler. RKFDV hade fullmakt att avgöra var de etniska tyskarna skulle bosätta sig och vilka befolkningsgrupper som följaktligen skulle fördrivas eller förintas för att bereda plats åt tyska nybyggare. Som chef för RKFDV gav Himmler Einsatzgruppen och andra SS-enheter i uppgift att samla ihop och mörda judar, romer och slaver. Lorenz huvudsakliga uppgift som chef för VoMi var att administrera folktyskarnas bosättning i de etniskt rensade territorierna. Lorenz var även ansvarig för de tjänstemän inom VoMi som tog hand om den personliga egendom som tillhört de judar som förintades under Operation Reinhard 1942–1943.
Den 24 oktober 1942 sände Himmler en hemlig order till Oswald Pohl, chef för SS-Wirtschafts- und Verwaltungshauptamt, och till Lorenz, i egenskap av chef för VoMi. Kläder, väskor, skor och andra personliga tillhörigheter tillvaratagna från mördade polska judar förvarades i stora lager i Lublin och Auschwitz. Himmler anmodade att man från dessa lager skyndsamt skulle rekvirera kläder m.m. till etniska tyskar som nyligen hade bosatt sig i bland annat Transnistrien, Generalbezirk Shitomir inom Reichskommissariat Ukraine och i distriktet Lublin. Himmlers order berörde omkring 250 000 tyska bosättare.
I slutet av 1942 övervarade Lorenz evakueringen av etniska tyskar från Bosnien. I en bergsregion råkade Lorenz ut för en bilolycka och skadades svårt.

### Fångenskap och rättegång
Lorenz greps av brittiska soldater i Flensburg den 10 maj 1945 och fördes senare till krigsfångelägret Island Farm i utkanten av Bridgend i södra Wales. I oktober 1947 ställdes Lorenz och tretton andra åtalade inför rätta vid den så kallade RuSHA-rättegången. Lorenz anklagades enligt samtliga tre åtalspunkter: brott mot mänskligheten, krigsförbrytelser och medlemskap i en kriminell organisation, SS. Lorenz begrep inte att han anklagades för krigsförbrytelser, då han hävdade att VoMi:s roll endast varit humanitär i dess omsorg om etniska tyskars välfärd. Under rättegången kunde det dock ledas i bevis att VoMi, under Lorenz ledning, bland annat tvångsförflyttat etniska tyskar från Slovenien, Luxemburg, Alsace och Lorraine till Tredje Riket. VoMi hade även låtit internera de etniska tyskar som inte uppvisade de rätta rasegenskaperna. De interner som försökte rymma sändes vanligtvis till koncentrationsläger. Åklagarsidan kunde även bevisa att VoMi hade samarbetat med SS inom ramen för "den slutgiltiga lösningen", då VoMi med våld fördrivit bland annat polska judar från sina bostäder för att upplåta dessa åt etniska tyskar. Beträffande eventuella våldsexcesser från VoMi:s sida lade Lorenz ansvaret på VoMi:s stabschef, Gruppenführer Hermann Behrends. Behrends hade inte möjlighet att bemöta dessa anklagelser, då han hade avrättats för krigsförbrytelser i Jugoslavien i december 1947.
Domstolen ansåg att Lorenz var skyldig enligt samtliga tre åtalspunkter och dömde honom den 10 mars 1948 till 20 års fängelse. År 1951 reducerades straffet till 15 års fängelse av John J. McCloy, amerikansk High Commissioner i Tyskland. Lorenz frisläpptes dock redan 1955.
Lorenz var gift med Charlotte Lorenz och hade tre barn, Rosemarie (född 1920), Jutta (född 1922) och Joachim-Werner (född 1928). Hans äldsta dotter, Rosemarie, gifte sig 1953 med den tyske förläggaren Axel Springer.
Werner Lorenz avled den 13 mars 1974 i Hamburg.

## Befordringar inom SS
- Sturmbannführer: 31 mars 1931
- Standartenführer: 7 juli 1931
- Oberführer: 9 november 1931
- Brigadeführer: 1 juli 1933
- Gruppenführer: 1 november 1933
- Obergruppenführer: 9 november 1936
- Obergruppenführer und General der Polizei: 15 augusti 1942
- Obergruppenführer und General der Waffen-SS: 9 november 1944

## Utmärkelser
- Järnkorset av andra klassen (1914)
- Järnkorset av första klassen (1918)
- Ärekorset med svärd
- Krigsförtjänstkorset av andra klassen med svärd (1941)
- Krigsförtjänstkorset av första klassen med svärd (1942)
- Ehrenwinkel für Alte Kämpfer
- Gau Warthelands Minnestecken
- NSDAP:s partitecken i guld (1936)
- Anschlussmedaljen (Medaille zur Erinnerung an den 13. März 1938)
- Sudetenlandmedaljen (Medaille zur Erinnerung an den 1. Oktober 1938)
- Danzigkorset av andra klassen (1939)
- Danzigkorset av första klassen (1939)
- Tyska Röda korsets storkors
- Sankt Mauritius och Sankt Lazarusorden
- NSDAP:s tjänsteutmärkelse i silver
- SS-Ehrenring (Totenkopfring)
- SS:s Hederssvärd